# Never Enough
Never Enough — сингл британського рок-гурту The Cure з альбому Mixed Up.

## Список композицій
7" сингл (FISC 35)
1. «Never Enough» — 4:28
2. «Harold and Joe» — 5:05

12" сингл
1. «Never Enough» (Big Mix)
2. «Harold & Joe»
3. «Let's Go to Bed» (Milk Mix)

CD і Касета
1. «Never Enough» (Big Mix)
2. «Harold & Joe»
3. «Let's Go to Bed» (Milk Mix)
4. «Never Enough»

## Учасники запису
- Роберт Сміт — вокал, гітара
- Саймон Геллап — бас-гітара
- Порл Томпсон — гітара
- Борис Вілльямс — ударні